# Marchio FCC

Il marchio FCC

Il marchio FCC è un marchio di certificazione utilizzato su prodotti elettronici fabbricati o venduti negli Stati Uniti che certifica che l'interferenza elettromagnetica dal dispositivo rispetta i limiti approvati dalla Commissione federale per le comunicazioni (in inglese Federal Communications Commission, da cui la sigla FCC).
Il marchio FCC si trova anche su prodotti venduti al di fuori del territorio degli Stati Uniti, perché sono prodotti fabbricati negli Stati Uniti ed esportati o venduti anche negli Stati Uniti.
In passato, i dispositivi classificati ai sensi della parte 15 o della parte 18 del regolamento FCC dovevano essere etichettati obbligatoriamente con il marchio FCC, ma a partire da novembre 2017 il marchio è stato reso facoltativo. I dispositivi devono comunque essere accompagnati da una dichiarazione di conformità del fornitore.
La Commissione Federale per le Comunicazioni ha stabilito i regolamenti sulle interferenze elettromagnetiche ai sensi della parte 15 delle norme FCC nel 1975. Dopo diversi emendamenti nel corso degli anni, questi regolamenti sono stati ricostituiti come dichiarazioni di conformità e procedure di certificazione nel 1998.